# Björn Åkermark
Björn Åkermark (* 19. Dezember 1933) ist ein schwedischer Chemiker.

## Leben und Werk
Åkermark erhielt 1957 einen Master als Chemieingenieur von der Königlichen Technischen Hochschule (KTH) und wurde dort 1967 bei Holger Erdtman mit einer Arbeit „Structural and stereochemical studies on lichen compounds“  promoviert. Anschließend war er zunächst Dozent an der KTH, ab 1967 Assistenzprofessor, ab 1972 Außerordentlicher und schließlich ab 1980 Ordentlicher Professor. Zwischenzeitlich war er zweimal als Gastwissenschaftler an der Stanford University tätig, 1987 als Gastprofessor an der Universität Aix-Marseille und von 1985 bis 1988 als Außerordentlicher Professor an der Colorado State University in Fort Collins, USA. Seit seiner Emeritierung 1999 ist er weiterhin als Gastprofessor in Teilzeit an der Universität Stockholm tätig, wo er zusammen mit Licheng Sun ein Forschungsprojekt leitete.
Åkermarks Forschungsschwerpunkte sind u. a. die metallorganische Chemie und die künstliche Photosynthese. Er verfasste 299 Publikationen in internationalen Fachzeitschriften, davon 144 nach seiner Emeritierung.
Er gehörte zahlreichen schwedischen Gremien im Umweltschutz an und war von 1971 bis 1994 als Berater für Nobel Industries tätig.

## Ehrungen (Auswahl)
- 2009: Ulla und Stig Holmquists Preis der Universität Uppsala
- 2009: Bror-Holmberg-Medaille der Schwedischen Chemischen Gesellschaft
- 1978: Arrhenius-Medaille der Schwedischen Chemischen Gesellschaft